# Bruceia pulverina
Bruceia pulverina är en fjärilsart som beskrevs av Berthold Neumoegen 1893. Bruceia pulverina ingår i släktet Bruceia och familjen björnspinnare. Inga underarter finns listade i Catalogue of Life.